# Nibiligaa
Nibiligaa is een van de onbewoonde eilanden van het Baa-atol behorende tot de Maldiven.